# Chiba Takahito
Takahito Chiba (sinh ngày 7 tháng 11 năm 1984) là một cầu thủ bóng đá người Nhật Bản.

## Sự nghiệp câu lạc bộ
Takahito Chiba đã từng chơi cho Cerezo Osaka và Consadole Sapporo.